# Sonny Barger
Pour les articles homonymes, voir Barger.
Sonny Barger, de son vrai nom Ralph Hubert Barger, né le 8 octobre 1938 à Modesto en Californie et mort le 29 juin 2022  à Livermore (Californie), est le membre fondateur du chapitre des Hells Angels d'Oakland.
Leader mythique des Hells Angels du chapitre d'Oakland, il est retiré des affaires du club d'Oakland mais resta un membre actif du chapitre de Cave Creek, Arizona, où il vivait depuis 1998. 
Auteur à succès des livres : Hell's Angel: The Life and Times of Sonny Barger and the Hell's Angels Motorcycle Club, Freedom: Credos from the Road, Dead in 5 Heartbeats et 6 Chambers 1 Bullet.
Durant les années 1970, Sonny Barger apparut dans les films Hells Angels on Wheels et Les Démons de la violence (Hell's Angels 69).
En 1983, on diagnostiqua à Sonny Barger un cancer de la gorge causé par une grande consommation de cigarettes ; il perdit ses cordes vocales après une laryngectomie et apprit à parler avec les muscles de la gorge.
Sonny Barger et les Hells Angels firent les gros titres quand ils tabassèrent des manifestants anti-guerre en 1965 à Berkeley en Californie. En plus de ce délit et de trafic de stupéfiants et d'armes, il participa au concert gratuit d'Altamont en 1969, où jouèrent les Rolling Stones. Ces derniers avaient chargé les Hells Angels de s'occuper de la sécurité du concert. Une émeute éclata et une personne fut tuée durant le concert. Selon le service de sécurité, la personne tuée pendant le concert, Meredith Hunter, pointait un revolver en direction des Rolling Stones. Un des Hell Angels l'a désarmée puis poignardée à deux reprises, dans la gorge, et dans le dos, comme on peut le voir sur le film Gimme Shelter.
En 2010, Sonny Barger fait une apparition dans la série Sons of Anarchy. Il y joue brièvement le rôle de Lenny « the Pimp », ancien membre fondateur d'un chapitre de bikers.
Il meurt le 29 juin 2022 des suites d'un cancer à Livermore.

## Filmographie
- 1967 : Hell's Angels on Wheels
- 1969 : Hell's Angels 69
- 1970 : Gimme Shelter
- 1983 : Hell's Angels Forever
- 2010 : Sons of Anarchy : Lenny « the Pimp »
- 2012 : Dead in 5 Heartbeats

## Publication
- (en-US) Hell's Angel: The Life and Times of Sonny Barger and the Hell's Angels Motorcycle Club